# Glasgow Prestwick Airport
Glasgow Prestwick Airport is een vliegveld in Schotland. Het vliegveld ligt 2 kilometer van Prestwick en 50 kilometer van Glasgow.
Het vliegveld is omstreeks 1934 opgericht door David Fowler McIntyre de eerste man die over de Mount Everest vloog. In eerste instantie was het vliegveld voor oefenvluchten, vanaf 1938 kwamen er faciliteiten voor passagiers.

Op 20 oktober 1948 verongelukt de KLM Lockheed Constellation PH-TEN "Nijmegen". In dichte mist vliegt de Nijmegen tegen hoogspanningskabels en stort neer. Alle 40 inzittenden, waaronder KLM technisch directeur Henk Veenendaal en Bert Sas generaal-majoor en militair attaché in Berlijn die de datum van Fall Gelb, de Duitse aanval op Nederland, doorgaf, komen om het leven. 
Gezagvoerder is Koene Dirk Parmentier, een van de bekendste en meest ervaren vliegers van de KLM, beroemd geworden door zijn succesvolle vlucht met de "Uiver" in 1934. 

In 2012 handelde het vliegveld ruim een miljoen passagiers af.